# Premio Dupré-Lapize
El premio Dupré-Lapize era una carrera de ciclismo de la modalidad de Madison que se disputaba anualmente al Velódromo de Invierno de París. La primera edición databa del 1927 y estaba organizada para homenajear los ciclistas Victor Dupré y Octave Lapize.

## Palmarés
| Año      | Vencedores                             | Segundos                          | Terceros                                 |
| 1927     | Alfred Letourneur Georges Rouyer       | Charles Deruyter Klaas Van Nek    | Henri Aerts Italia Alfredo Binda         |
| 1928     | Georges Wambst Charles Lacquehay       | Alfredo Binda Pietro Linari       | Alfred Letourneur Francia Paul Broccardo |
| 1929     | Alfredo Binda Domenico Piemontesi      | André Marcot Georges Vandenhove   | Georges Rouyer Alexis Blanc-Garin        |
| 1930 (1) | Onésime Boucheron Armand Blanchonnet   | Alfred Letourneur Paul Broccardo  | Alexandre Raes Albert Billiet            |
| 1930 (2) | Learco Guerra Alfredo Dinale           | Lucien Choury Louis Fabre         | Charles Pelissier André Leducq           |
| 1931     | Paul Broccardo Georges Wambst          | Alexandre Raes Albert Billiet     | Henri Lemoine Maurice Lemoine            |
| 1932     | Paul Broccardo Henri Lemoine           | Jan Pijnenburg Janus Braspennincx | Georges Wambst Charles Lacquehay         |
| 1933     | Octave Dayen Henri Lemoine             | Jean Aerts Edgard De Caluwe       | Antonin Magne René Le Grevès             |
| 1934     | Octave Dayen Henri Lemoine             | Amédée Fournier René Le Grevès    | Roger Lapébie Georges Speicher           |
| 1935     | No disputado                           |                                   |                                          |
| 1936     | Jean Aerts Kamiel Dekuysscher          | Ferdinand Grillo Jean Giliberti   | Michel Pecqueux Jean Tonnelier           |
| 1937     | No disputado                           |                                   |                                          |
| 1938     | Maurice Archambaud Marcel Guimbretière | Cor Wals Kees Pellenaars          | Bjorn Henry Stieler Erland Christensen   |
| 1939     | Jacques Girard Jean Goujon             | Albert Buysse Albert Billiet      | Charles Pelissier Amédée Fournier        |
| 1940     | Emile Diot Fernand Wambst              | Jean Aerts Raoul Breuskin         | Adolphe Prat André Mornier               |
| 1941 (1) | Emile Ignat Jean Goujon                | Aimé Montillot Raymond Lamouroux  | Jacques Besson Achille Samyn             |
| 1941 (2) | Jules Rossi Alvaro Giorgetti           | Amédée Fournier Jean Goujon       | Maurice Archambaud Adolphe Prat          |
| 1942     | Adolphe Prat Guy Lapébie               | Emile Bruneau Achille Samyn       | Emile Ignat Arthur Seres                 |
| 1943     | Gustave Danneels Albert Billiet        | Guy Lapébie Alvaro Giorgetti      | Emile Bruneau Achille Samyn              |
| 1944     | Emile Ignat Robert Chapatte            | Roger Godeau Daniel Dousset       | Guy Bethery Joseph Goutorbe              |
| 1945     | Aimé Landrieux Maurice Le Boulch       | André Pousse Victor Delvoye       | Emile Carrara Roger Prevotal             |
| 1946     | Albert Goutal Henri Surbatis           | Raymond Goussot Robert Chapatte   | Marcel Guimbretière Roger Le Nizerhy     |
| 1947     | Aimé Landrieux Maurice Le Boulch       | Jacques Girard Raymond Louviot    | Roger Queugnet Paul Giguet               |
| 1948     | Emile Carrara Raymond Goussot          | Gerrit Peters Kees Pellenaars     | Arthur Seres Guy Lapébie                 |
| 1949     | Emile Carrara Raymond Goussot          | Jean Goujon Roger Le Nizerhy      | Georges Delescluses Jean Le Nizerhy      |
| 1950     | Achiel Bruneel Jozef De Beuckelaer     | Emile Carrara Raymond Goussot     | Fausto Coppi Antonio Bevilacqua          |
| 1951     | Ferdi Kübler Armin Van Buuren          | Ludwig Hörmann Hans Hörmann       | Robert Mignat Georges Guillier           |
| 1952     | Emile Carrara Georges Senfftleben      | Roger Godeau Raymond Goussot      | Henri Andrieux Dominique Forlini         |
| 1953     | No disputado                           |                                   |                                          |
| 1954     | Roger Reynes Jean Le Nizerhy           | Roger Godeau Georges Senfftleben  | Emile Carrara Dominique Forlini          |
| 1955     | Dominique Forlini Georges Senfftleben  | Emile Severeyns Paul De Paepe     | Henri Andrieux Raymond Goussot           |
| 1956 (1) | Roger Decaux Pierre Michel             | Piet Haan Jan Plantaz             | Armin Van Buuren Fritz Pfenninger        |
| 1956 (2) | Roger Godeau Pierre Brun               | Miguel Bover Guillermo Timoner    | Miguel Poblet André Darrigade            |
| 1957     | Jacques Bellenger Pierre Brun          | Hugo Koblet Walter Bucher         | Jan Derksen Oskar Plattner               |
| 1958     | No disputado                           |                                   |                                          |
| 1959     | Pierre Brun Dominique Forlini          | Mino De Rossi Miguel Bover        | Peter Post Jan Plantaz                   |